# William Ross (compositeur)
Pour les articles homonymes, voir William Ross.
William Ross, parfois crédité Bill Ross, est un compositeur de musique de film et directeur musical américain, né en 1948.

## Filmographie
- 1983 : The Hasty Heart (TV)
- 1986 : Matlock ("Matlock") (série télévisée)
- 1987 : La Belle et la Bête ("Beauty and the Beast") (série télévisée)
- 1989 : Calgary '88: 16 Days of Glory (TV)
- 1990 : Les Tiny Toons ("Tiny Toon Adventures") (série télévisée)
- 1991 : Un bon flic (One Good Cop)
- 1991 : Golden Fiddles (feuilleton TV)
- 1993 : Allô maman, c'est Noël (Look Who's Talking Now)
- 1994 : Les Robberson enquêtent (Cops and Robbersons)
- 1994 : Les Chenapans (The Little Rascals)
- 1995 : Au secours du petit panda (The Amazing Panda Adventure)
- 1996 : Le Mouton noir (Black Sheep)
- 1996 : Tin Cup
- 1996 : Étoile du soir (The Evening Star)
- 1996 : Président ? Vous avez dit président ? (My Fellow Americans)
- 1997 : A Smile Like Yours
- 1998 : Escape from Dino Island
- 1998 : T-Rex 3D (T-Rex: Back to the Cretaceous)
- 2000 : Berlin Symphony
- 2000 : Mon chien Skip (My Dog Skip)
- 2001 : Judy Garland, la vie d'une étoile (Life with Judy Garland: Me and My Shadows) (TV)
- 2001 : Her Majesty
- 2002 : Tuck Everlasting
- 2003 : La Légende de l'étalon noir (The Young Black Stallion)
- 2004 : Piège de feu (Ladder 49)
- 2005 : The Game of Their Lives
- 2006 : Doing Time on the Set of Driftwood (vidéo)
- 2006 : Driftwood
- 2009 : La Légende de Despereaux (film d'animation)
- 2012 : Touchback

## Distinctions
Il a remporté trois Primetime Emmy Awards.